# Станислав Пигон
Станѝслав Пѝгон (на полски: Stanisław Pigoń) полски литературовед, литературен историк, полонист, издател, професор и ректор (1927 – 1928) на Вилнюския университет, от 1931 година професор в Ягелонския университет, член на Полската академия на знанията и Полската академия на науките, затворник в концентрационен лагер „Заксенхаузен“ (1939 – 1940). Научните му интереси са областта на полската литература от периода на романтизма и Млада Полша.
За заслугите си към полската наука е удостоен с Командорски кръст на ордена на Възраждане на Полша.

## Трудове
- Do podstaw wychowania narodowego (1917)
- Z epoki Mickiewicza (1922)
- „Pan Tadeusz“. Wzrost, wielkość i sława (1934)
- Na wyżynach romantyzmu (1936)
- Zarys nowszej literatury ludowej (1946)
- Z Komborni w świat: wspomnienia młodości 1946
- Wśród twórców (1947)
- W pracowni Aleksandra Fredry (1956)
- Władysław Orkan: twórca i dzieło (1958)
- Drzewiej i wczoraj (1966)
- Wspominki z obozu w Sachsenhausen 1939 – 1940 (1966)
- Z przędziwa pamięci (1968)